# Soft Hard Real-Time Kernel
S.Ha.R.K. è un'architettura completamente modulare e configurabile progettata per supportare applicazioni hard, soft e non sistema real-time. Incorpora più algoritmi di scheduling intercambiabili.
È stato sviluppato presso i laboratori di ricerca del RETIS Lab (presso la Scuola Superiore Sant'Anna) di Pisa e dell'Università di Pavia. Si propone come ottimo strumento di testing, apprendimento e sviluppo di soluzioni orientate al real-time computing.